# Goirias Chaos
Il Goirias Chaos è una struttura geologica della superficie di Europa.